# Li Xuanxu
Li Xuanxu (Zhuzhou, 5 februari 1994) is een Chinese zwemster. Ze vertegenwoordigde haar vaderland op de Olympische Zomerspelen 2008 in Peking en op de Olympische Zomerspelen 2012 in Londen.

## Carrière
Bij haar internationale debuut, op de Olympische Zomerspelen van 2008 in Peking, eindigde Li als vijfde op de 800 meter vrije slag en als achtste op de 400 meter wisselslag.
Tijdens de Aziatische Spelen 2010 in Kanton sleepte ze de gouden medaille op de 800 meter vrije slag en de zilveren medaille op de 400 meter wisselslag in de wacht. Op de wereldkampioenschappen kortebaanzwemmen 2010 in Dubai veroverde de Chinese de bronzen medaille op de 400 meter wisselslag, daarnaast eindigde ze als zesde op de 400 meter vrije slag en als tiende op de 800 meter vrije slag.
In Shanghai nam Li deel aan de wereldkampioenschappen zwemmen 2011, op dit toernooi legde ze, op de 1500 meter vrije slag, beslag op de bronzen medaille en eindigde ze als zesde op de 400 meter wisselslag.
Tijdens de Olympische Zomerspelen van 2012 in Londen sleepte de Chinese de bronzen medaille in de wacht op de 400 meter wisselslag, op de 400 meter vrije slag strandde ze in de series.

## Internationale toernooien
| Jaar | Olympische Spelen                     | WK langebaan                          | WK kortebaan                                               | PanPacs       | Aziatische Spelen                 |
| ---- | ------------------------------------- | ------------------------------------- | ---------------------------------------------------------- | ------------- | --------------------------------- |
| 2008 | 5e 800m vrije slag 8e 400m wisselslag |                                       | geen deelname                                              |               |                                   |
| 2009 |                                       | geen deelname                         |                                                            |               |                                   |
| 2010 |                                       |                                       | 6e 400m vrije slag · 10e 800m vrije slag · 400m wisselslag | geen deelname | 800m vrije slag · 400m wisselslag |
| 2011 |                                       | 1500m vrije slag · 6e 400m wisselslag |                                                            |               |                                   |
| 2012 | 19e 400m vrije slag · 400m wisselslag |                                       | geen deelname                                              |               |                                   |

## Persoonlijke records
Bijgewerkt tot en met 28 juli 2012
Kortebaan
| Afstand         | Tijd    | Datum            | Plaats |
| --------------- | ------- | ---------------- | ------ |
| 400m vrije slag | 4.02,38 | 17 december 2010 | Dubai  |
| 800m vrije slag | 8.22,32 | 16 december 2010 | Dubai  |
| 400m wisselslag | 4.29,05 | 15 december 2010 | Dubai  |

Langebaan
| Afstand         | Tijd    | Datum            | Plaats   |
| --------------- | ------- | ---------------- | -------- |
| 400m vrije slag | 4.06,82 | 1 april 2009     | Shaoxing |
| 800m vrije slag | 8.24,37 | 14 augustus 2008 | Peking   |
| 400m wisselslag | 4.32,91 | 28 juli 2012     | Londen   |